# Старенький, Сергей Николаевич
Сергей Николаевич Старенький (укр. Сергій Миколайович Старенький; род. 20 сентября 1984, Новые Петровцы, Киевская область) — украинский футболист, полузащитник клуба «Диназ», совмещающий выступления с должностью директора клуба.

## Карьера
Футбольную карьеру начинал в вышгородской «Чайке» под руководством тренера Александра Черкая. Затем в возрасте 17 лет продолжил выступления в вышгородском «Диназе», играя в первенстве Киевской области. С 2005 по лето 2008 года выступал в Высшей лиге Белоруссии за жодинское «Торпедо» и «Сморгонь».
Во второй половине 2008 года получил приглашение с Украины и вернулся на Родину, где в течение трёх сезонов был игроком черниговской «Десны». После снятия команды с Первой лиги летом 2010 года вместе с тренером Александром Рябоконем и несколькими игроками «Десны» перешёл во «Львов». В новом клубе провёл первую половину сезона 2010/11, сыграв 20 матчей и отметившись пятью забитыми мячами.
В январе 2011 года подписал контракт с «Александрией». В этом клубе постепенно стал лидером команды. В 2011 году «Александрия» выиграла Первую лигу и перешла в Премьер-лигу, где в первом сезоне заняла последнее место и понизилась в классе. В 2013 году Старенький стал игроком киевского «Арсенале», выступавшего в УПЛ, однако не сумел закрепиться в новой команде и летом вернулся в «Александрию». В сезоне 2013/14 забил 11 голов и отдал 6 голевых передач, став лучшим игроком Первой лиги по системе «гол+пас». В опросе о лучшем футболисте сезона от сайта UA-Футбол он занял 2-е место. Его команда стала серебряным призёром Первой лиги, однако отказалась от повышения в классе.
В следующем сезоне «Александрия» заняла 1-е место и вернулась в Премьер-лигу. По итогам сезона 2015/16 команда Владимира Шарана заняла 6-е место в чемпионате Украины и получила возможность сыграть в Лиге Европы. В 3-м квалификационном раунде украинцы встретились с хорватским «Хайдуком». В первом матче, в котором александрийцы проиграли 0:3, Сергей на поле не появился, но в ответной встрече вышел в основном составе, отыграв 57 минут и забив исторический первый гол «Александрии» в еврокубках. 16 сентября 2017 года накануне своего 33-летия отличился тремя забитыми мячами после выхода на замену в матче против «Стали», став третьим среди самых возрастных авторов хет-триков в истории чемпионата Украины. По итогам сезона 2017/18 с 8-ю голами стал лучшим бомбардиром команды.
В июне 2018 года вернулся в черниговскую «Десну», которая по руководством Александра Рябоконя начала подготовку к дебюту в Премьер-лиге.

## Стиль игры
Футбольный эксперт Александр Сопко так охарактеризовал сильные стороны футболиста:

Опыт, скорость, надёжность, работоспособность. Несмотря на возраст, сумел сохранить необычную лёгкость — как в беге, так и в целом в игре. Много двигается, создаёт напряжение на своей бровке. Мне кажется, Старенький является одним из последних у нас представителей «старой школы» фланговых футболистов: трудолюбивых, непритязательных, полезных.

## Достижения
- Победитель Первой лиги Украины (2): 2010/11, 2014/15
- Серебряный призёр Первой лиги Украины: 2013/14